# Adiantum adiantoides
Adiantum adiantoides là một loài thực vật có mạch trong họ Adiantaceae. Loài này được (J. Sm.) C. Chr. miêu tả khoa học đầu tiên.